# Michele Gazzoli
Michele Gazzoli, né le 4 mars 1999 à Ospitaletto, est un coureur cycliste italien.

## Biographie
En 2016, Michele Gazzoli s'impose sur une étape du Giro di Basilicata et termine notamment troisième du Tour des Flandres juniors (moins de 19 ans). L'année suivante, il devient champion d'Europe sur route juniors et champion d'Europe de course à l'élimination juniors. Il s'impose également sur le Grand Prix Général Patton. En septembre, il est médaillé de bronze au championnat du monde juniors de Bergen.
En 2018, il fait ses débuts espoirs en rejoignant la équipe continentale espagnole Polartec-Kometa.
Il s'engage avec Astana-Qasaqstan pour les saisons 2022 et 2023. Cependant, le 10 août 2022, il est suspendu un an pour violation non délibérée de règles antidopage à la suite d'un contrôle positif en compétition, au Tour d'Algarve. Il est licencié par Astana.

## Palmarès sur route

### Par année
- 2014
  - Gran Premio San Gottardo
- 2015
  - 3e du Trofeo San Gottardo
- 2016
  - 2e étape du Giro di Basilicata
  - 2e du Gran Premio Sportivi di Sovilla
  - 3e du Tour des Flandres juniors
- 2017
  -  Champion d'Europe sur route juniors
  - Grand Prix Général Patton :
    - Classement général
    - 1re étape

  - 2e du Tour des Flandres juniors
  -  Médaillé de bronze du championnat du monde sur route juniors
- 2019
  - 3e de l'Étoile d'or
  - 9e du championnat d'Europe sur route espoirs
- 2020
  - Gran Premio Ezio Del Rosso
  - Coppa del Mobilio
  - 2e du Gran Premio La Torre
  - 2e du Grand Prix de la ville d'Empoli
  - 2e du championnat d'Italie du contre-la-montre par équipes espoirs
  - 10e du championnat d'Europe sur route espoirs
- 2021
  - Gran Premio della Liberazione
  - Grand Prix de la ville d'Empoli
  - Gran Premio San Luigi
  - 2e du Grand Prix de la ville de Pontedera
  - 2e du Gran Premio Ezio Del Rosso
  - 4e du championnat du monde sur route espoirs
- 2023
  - 2e étape de l'Arctic Race of Norway
  - 2e et 6e étapes du Tour de Bulgarie
  - 2e du Tour de Bulgarie

### Résultats sur les grands tours

#### Tour de France
1 participation
- 2024 : abandon (1re étape)

### Classements mondiaux
| Année                                 | 2019  | 2020  | 2021 | 2022 | 2023 | 2024  |
| ------------------------------------- | ----- | ----- | ---- | ---- | ---- | ----- |
| Classement mondial                    | 1031e | 1049e | 438e | nc   | 810e | 1716e |
| UCI Europe Tour                       | 739e  | 816e  | 362e | nc   | nc   | nc    |
|                                       |       |       |      |      |      |       |
| Légende : nc = non classéSource : UCI |       |       |      |      |      |       |

## Palmarès sur piste

### Championnats d'Europe
- Anadia 2017
  -  Champion d'Europe de course à l'élimination juniors
  -  Médaillé de bronze du scratch juniors

### Championnats nationaux
- 2016
  - 2e du championnat d'Italie de l'américaine juniors
  - 3e du championnat d'Italie de poursuite par équipes juniors

## Distinctions
- Oscar TuttoBici des juniors : 2017